# Milla romana

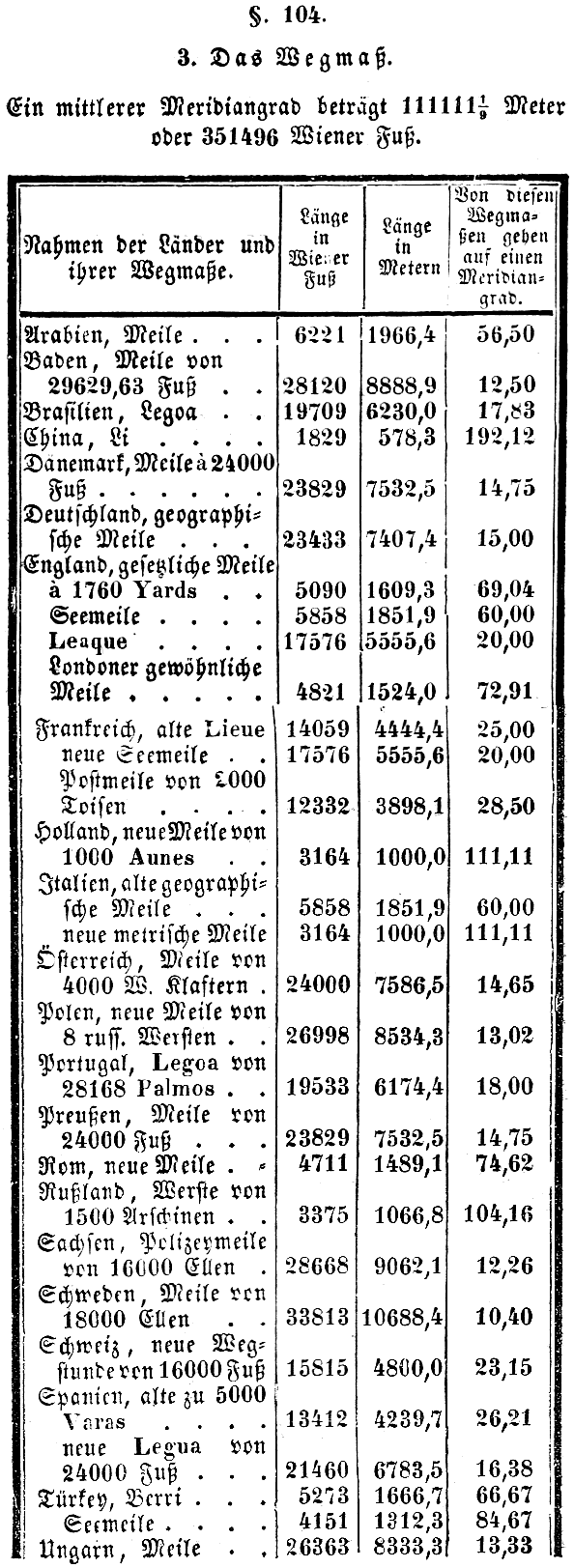
Diverses milles / llegues històriques d'un llibre de text alemany datat el 1848 (donades en peus, metres i fraccions d'un meridià

Milla romana (Milliare, milliarium o mille passuum) va ser una mesura de longitud de l'antiga Roma equivalent a mil passes de cinc peus cadascuna i, per tant, equivalent a cinc mil peus (1479,5 metres, ja que la milla romana era lleugerament més curta que la milla anglesa moderna). Era equivalent a vuit estadis grecs (1 estadi mesurava uns 185 metres). El nom més comú era mille passuum o les inicials M.P., però de vegades "passuum" s'ometia.

## Conversió al sistema mètric
Tota aquesta estructura de mesures es basava en una visió idealitzada de proporcions entre les diferents parts del cos humà, manejant cada societat una estructura i un valor diferents per a cada una d'aquestes mesures, conservant el mateix nom. D'aquesta manera el peu tenia diferents mesures segons fora romà, grec, iber, babilònic, anglès, etc.
| Unitat romana | Nom en llatí        | Peus  | Equivalència |
| ------------- | ------------------- | ----- | ------------ |
| Peu romà      | Pes, pedis (plural) | 1     | 29,62 cm     |
| Pas simple    | Gradus              | 2,5   | 74,05 cm     |
| Pas doble     | Passus              | 5     | 1,481 m      |
| Un estadi     | Stadium             | 625   | 185,125 m    |
| Milla romana  | Mille Passus        | 5000  | 1481 m       |
| Llegua        | Leuga               | 7.500 | 2.221,5 m    |

Per a altres estudiosos (Antonio Blázquez), equival a 1.672 m, basant-se en distàncies d'itineraris de calçades romans , encara que ha estat rebatut en altres estudis.